# Джордж Вашингтон Вістлер
Джордж Вашингтон Вістлер (англ. George Washington Whistler, 19 травня 1800, Форт Вейн, США — 7 квітня 1849, Петербург, Російська імперія) — американський залізничний інженер першої половини ХІХ століття. Будував Миколаївську залізницю між Пітербургом і Москвою, що була першою в Російській імперії двоколійною залізницею. Батько Джеймса Вістлера.